# چرپووتس
شهر چرپووتس (به روسی: Череповец) در کشور روسیه و در اوبلاست ولوگدا واقع شده‌است.